# 週刊 蒸気機関車D51を作る
『週刊 蒸気機関車D51を作る』（しゅうかん じょうききかんしゃ D51をつくる）は、デアゴスティーニ・ジャパンから発行されていたディスプレイモデル制作を目的とした分冊百科である。

## 概要
各号に冊子と主に真鍮を用いた金属製の部品が附属しており、全号購入すると、1/24スケール（Gゲージサイズ準拠）のD51形蒸気機関車の台座付き模型（いわゆるブラスモデル）が制作できる。シリーズ監修はいのうえ・こーいち。
2007年から2009年にかけて刊行された『週刊 蒸気機関車C62を作る』の好評を受けて　同シリーズの購入者向けのアンケート（C62の隣に並べたい模型は？）を参考に、第2弾として企画されたものである。、
第1号にはシリーズの解説やD51の映像が収録されたシリーズガイドとスタートアップDVDが付属する。
2011年6月7日に先行版が静岡県限定で創刊、2012年1月4日に全国版が創刊された、2013年12月3日まで全100号が刊行された。毎週火曜日発売。価格は創刊号が990円、それ以降は1890円（消費税込）である。
専用バインダーも発売され、1冊に本誌約17冊を綴じることができる。価格は1290円（税込）。

## コーナー
保存機関車巡礼
全国に保存されている、蒸気機関車を訪ねて、さまざまな状態にある保存蒸気機関車の現役時代のエピソードと現在の状況を　いのうえこういち撮影の写真を交えて紹介する。
D51の時代
陸上輸送の王者として君臨したD51の誕生から終焉まで、時代の変遷とともに多様化した姿をイラストや写真を使って解説する。1号から10号までに掲載。
日本蒸気機関車史
明治5年（1872年）の英国から輸入した機関車ではじまった鉄道開通から、100年に渡って主役だった蒸気機関車の歴史を紹介。
海外の蒸気機関車
主に1970年代、海外の蒸気機関車を追いかけた撮影記録をもとに珍しくて個性的な海外の蒸気機関車を紹介。
ステップ・バイ・ステップ
各号に付属する部品の組み立て方を説明する。

## プレゼント
公式サイトから定期購読を申し込むとドライバーセットが、100号まで購読すると特製ケースがもらえる。応募期限は100号刊行日の2013年12月3日より3カ月以内である。